# 維什涅韋 (布利茲紐基區)
48°37′11″N 36°24′41″E / 48.61972°N 36.41139°E
維什內韋（烏克蘭語：Вишневе）是位於烏克蘭東部的村莊，由哈爾科夫州洛佐瓦區的布利茲紐基市鎮負責管轄。該村始建於1932年，面積0.62平方公里，海拔高度134米，2001年人口490，人口密度每平方公里790.3人。